# Політ починається з землі
«Політ починається з землі» — радянський телефільм 1980 року, знятий режисерами Нерсесом Оганесяном і Рафаелем Хостікяном на кіностудії «Вірменфільм».

## Сюжет
Дія телефільму розгортається в провінційному аеропорту, куди приїжджає льотчик, що тепер уже став знаменитим, і починав свій шлях звідси. Багато чого в цьому вузько-сімейному світі тепер йому чуже і незрозуміле.

## У ролях
- Хорен Абрамян — Хорен Абгарян
- Армен Джигарханян — Армен Джидарян
- Люся Оганесян — Олена, дружина Хорена
- Анаїт Топчян — Анаїт
- Ашот Мелікджанян — Армен, син Хорена
- Верджалуйс Міріджанян — співробітниця довідкового бюро аеропорту
- Маріка Тумасова — Марго
- Армен Хостікян — Бадікян
- Аветік Джрагацпанян — роль другого плану
- Вреж Акопян — роль другого плану
- Х. Григорян — роль другого плану
- Леонард Саркісов — Ніколян
- Радій Габрієлян — роль другого плану
- Софія Саркісян — співробітниця аеропорту
- Тетяна Власова — Таня
- Тетяна Шагінян — роль другого плану
- Левон Батікян — роль другого плану
- А. Мікаєлян — роль другого плану
- А. Шатахцян — роль другого плану
- Геворг Асланян — роль другого плану
- Вардуш Степанян — роль другого плану
- Михайло Паязатян — роль другого плану
- Камо Арзуманян — роль другого плану
- Джемма Карагезян — співробітниця аеропорту
- Джульєтта Бабаян — співробітниця аеропорту
- Каріна Бурназян — епізод
- Ліана Акопян — епізод
- Мелітос Казарян — епізод
- Флора Мартиросян — епізод

## Знімальна група
- Режисери — Нерсес Оганесян, Рафаель Хостікян
- Сценаристи — Агасій Айвазян, Нерсес Оганесян
- Оператори — Альберт Явурян, С. Орманян
- Композитор — Арно Бабаджанян
- Художники — Рафаель Бабаян, Грета Налчаджян